# 夢の中へ
「夢の中へ」（ゆめのなかへ）は、シンガーソングライター・井上陽水の楽曲。1973年3月1日にポリドールからリリースされた。

## オリジナル・シングル
井上陽水のシングルとしてはオリコンチャートで初めて20位以内にランクインし、同チャートの集計では20万枚近いセールスを記録。井上にとって代表曲の一つとなった。東宝映画『放課後』の主題歌であった。多くのテレビ番組やCMソングに使用されている他、多くの歌手によってたびたびカバーされている。なお、オリジナルレコードの品番はDR1751である。ASIN B01BER5DN6
収録曲2曲は、共にオリジナルアルバムには未収録である（ただし1988年リリースのボックスセット『YOSUI 4 ORIGINAL ALBUMS』には、『氷の世界』の1曲目にボーナスとして収録）。
1989年5月25日に8cmCDシングル版がリリースされた（品番：H00P-40025）。ASIN B00PC58HKS

### 収録曲
1. 夢の中へ
作詞・作曲：井上陽水／編曲：星勝
2. いつのまにか少女は
作詞・作曲：井上陽水／編曲：星勝

## リマスター盤
ユニバーサルミュージック（ポリドール）移籍後初のシングル。収録曲はすべて既存曲であるが、シングルとしては約7年半ぶりのリリースとなった。
『夢の中へ』はスターリングサウンドのエンジニアであるテッド・ジェンセンによってリマスター化され、日本テレビ系ドラマ『視覚探偵 日暮旅人』のオープニング曲として使用された。カップリング曲にはNHKバラエティ番組『ブラタモリ』のオープニング曲『女神』とエンディング曲『瞬き』がそれぞれ収録されている。また、ライブ音源を収録した初回盤も発売された。

### リマスターバージョンの収録曲

#### 初回盤（UPCH-7245）
1. 夢の中へ
作詞・作曲：井上陽水／編曲：星勝
2. 女神
作詞・作曲：井上陽水／編曲：相川等
3. 瞬き
作詞・作曲：井上陽水／編曲：相川等
4. ミス コンテスト（ライブ・パフォーマンス 井上陽水 コンサート2016秋 「UNITED COVER 2」より）(Bonus Track)
作詞・作曲：井上陽水
5. Make-up Shadow（ライブ・パフォーマンス 井上陽水 コンサート2016秋 「UNITED COVER 2」より）(Bonus Track)
作詞・作曲：井上陽水
6. バレリーナ（ライブ・パフォーマンス 井上陽水 コンサート2016秋 「UNITED COVER 2」より）(Bonus Track)
作詞・作曲：井上陽水
7. 氷の世界（ライブ・パフォーマンス 井上陽水 コンサート2016秋 「UNITED COVER 2」より）(Bonus Track)
作詞・作曲：井上陽水
8. 海へ来なさい（ライブ・パフォーマンス 井上陽水 コンサート2016秋 「UNITED COVER 2」より）(Bonus Track)
作詞：井上陽水／作曲：星勝
9. 夏の終りのハーモニー (ライブ・パフォーマンス 井上陽水 コンサート2016秋 「UNITED COVER 2」より) (Bonus Track)
作詞：井上陽水／作曲：玉置浩二

ASIN B01N4IU4CD

#### 通常盤（UPCH-5902）
1. 夢の中へ
2. 女神
3. 瞬き

ASIN B01N5K9XAH

## カバー

### 斉藤由貴バージョン
崎谷健次郎によるプロデュースにより、斉藤由貴は「夢の中へ」を自身13枚目となるシングルとしてカバーした。1989年4月21日にリリースされた。ハウス・ミュージックを採り入れ、往年の日本人シンガーソングライターの歌唱曲を、ポップス歌手がカバーする流行の先駆けとなった。
バックコーラスには、女性デュオのBaBeが参加した。また、デビュー以来ずっとロングだった髪をバッサリと切り、セミロングにしたCDジャケットのヴィジュアル・プロデュースも崎谷が手がけた。さらに斉藤は歌唱時に自身が考案したという、手足を前後にぶらぶら動かしながら歌唱する奇妙な振り付けのダンスを披露した。
本人も出演した日本テレビ系ドラマ『湘南物語』の主題歌であった。NECのパーソナルコンピューターのCMソングとしても使用された。
CDシングル（S9A1007 ASIN B00005FWED）とアナログ盤（6A1095 ASIN B01HRILHF4）とカセット（9P10007 ASIN B00005L16R）の3媒体が発売された。オリコンの集計では、シングル売り上げ枚数が初めて40万枚を突破し、現時点では同曲が斉藤由貴の最大のセールスを記録している。
また、2007年11月28日にはリテイクされ、「悲しみよこんにちは (21st century ver.)」のカップリングとして「夢の中へ (21st century ver.)」がリリースされた。

#### 斉藤由貴バージョンの収録曲
1. 夢の中へ
作詞・作曲：井上陽水／編曲：崎谷健次郎
2. あなたの存在
作詞：斉藤由貴／作曲・編曲：崎谷健次郎

※カセット版にはカラオケバージョンを収録。

#### メディアでの使用
土曜グランド劇場『湘南物語』主題歌。
映画『ゴジラvsビオランテ』の劇中、ゴジラが大阪に上陸する直前に、斉藤由貴本人が大阪城ホールで歌おうとして中断し、観客へ避難を呼びかけるシーンがある。さらに峰岸徹演じる権藤吾郎が歌を口遊むシーンがある。
2007年のテレビ朝日スペシャルドラマ『生きる』で挿入歌として使用された。

### 『彼氏彼女の事情』バージョン
テレビ東京系アニメ『彼氏彼女の事情』のエンディング主題歌として、主演声優の榎本温子と鈴木千尋のデュエットによりカバーされた。2004年12月15日には「天使のゆびきり」と共にまとめられたマキシシングルが再発売されている。なお、オリジナル盤でのC/W曲（再発売盤にも収録）はピンクレディーの「S・O・S」のカバーである。

#### 彼氏彼女の事情バージョンの収録曲
- 1998年版（KIDA-173）

ASIN B00005F8MY
1. 夢の中へ
作詞・作曲：井上陽水／編曲：光宗信吉／歌：榎本温子・鈴木千尋
2. S・O・S
作詞：阿久悠／作曲：都倉俊一／編曲：光宗信吉／歌：渡邉由紀・山本麻里安
3. 夢の中へ（カラオケ）
4. S・O・S（カラオケ）

- 2004年再発売版（天使のゆびきり／夢の中へ）（KICM-3087）

EAN 4988003305444/ASIN B000657PHU
1. 天使のゆびきり
作詞：藤井フミヤ／作曲・編曲：有賀啓雄／歌：福田舞
2. 夢の中へ
作詞・作曲：井上陽水／編曲：光宗信吉／歌：榎本温子・鈴木千尋
3. FUN^2
作詞：藤井フミヤ／作曲・編曲：有賀啓雄／歌：福田舞
4. S・O・S
作詞：阿久悠／作曲：都倉俊一／編曲：光宗信吉／歌：渡邉由紀・山本麻里安

### その他のカバー
収録作品は初出のもののみ記載する。
- 小柳ルミ子 - 1974年『あたらしい友達』（LP盤/未CD化/CD未収録）
- Angelique - 2001年「好きなのに…/夢の中へ」（編曲：長岡成貢）
- 井上喜久子- 2001年『Anime Toonz Vol.1 Presents: Kikuko Inoue』（海外版）に収録（リミックス：DJ BETA）
- Miss Monday -  2002年『Free Ya』「夢の中へ（Ver.2.0）」として、ラップによる歌詞を追加。
- 上原多香子 - 2003年『pupa』（編曲：家原正樹）（CCCD）
- 伊藤秀志 - 2003年『御訛り』、「夢の中へ ZuZuバージョン」として収録。
- TRICERATOPS - 2004年『YOSUI TRIBUTE』（編曲：TRICERATOPS）
- NUM 42 - 2006年『PUNK MASH UP JAPAN!』
- 桃井はるこ - 2007年『COVER BEST カバー電車』（編曲・リミックス：manzo）
- YMCK - 2008年『YMCK SONGBOOK 〜songs before 8bit〜』（編曲・リミックス：除村武史）
- 双海真美（下田麻美） - 2010年『THE IDOLM@STER MASTER ARTIST 2 -FIRST SEASON- 08 双海真美』（アレンジは斉藤由貴版）（アレンジ：三浦誠司）
- 五四九ゴージ&ダツジ - 2011年『ちょっと深呼吸』
- ジャネット・ケイ - 2012年『アイドルKAY』
- 依布サラサ - 2016年9月10日、シングル『夢の中へ』としてリリース。とんかつ専門店「濱かつ」CMソング（福岡、長崎、熊本限定）[6]（通販・イベント限定販売）
- suis(ヨルシカ)- 2019年7月の「PlayStation®4 Lineup Music Video」第一弾でコラボしたアーティスト（夢の中へ ft. suis from ヨルシカ）（未CD化）
- ぼくのりりっくのぼうよみ(現:たなか)- 2019年11月の「PlayStation®4 Lineup Music Video」第二弾でコラボしたアーティスト（夢の中へ Winter Mix ft.たなか）（未CD化）
- 桑田佳祐 - 2019年、ライブビデオ『平成三十年度! 第三回ひとり紅白歌合戦』収録。
- 槇原敬之 - 2019年『井上陽水トリビュート』に収録。（編曲：槇原敬之）

## 使用例
- 西鉄特急 - 1990年代中盤に新栄町駅到着時および大牟田駅終着時の車内チャイムとして採用。
- コミックマーケット - 会場内の放送設備点検として、2012年冬の第83回まで定刻に放送されていた[7]。
- 人生幸朗・生恵幸子 - 歌詞の内容を漫才ネタとして取り上げられている。